# BC Neptūnas
BC Neptūnas (em lituano:  Krepšinio Klubas Neptūnas) é um clube de basquetebol profissional da cidade de Klaipėda. Foi fundado em 1962 com o nome de BC Maistas e em 1964, a denominação foi alterada para BC Neptūnas. O clube carrega em seu nome uma homenagem ao deus romano dos mares Netuno, fato este corroborado pelo tridente.em seu emblema. Neptūnas participou da Euroliga durante a temporada 2014-15 e é apenas o terceiro clube lituano a participar da elite europeia após o BC Žalgiris e o BC Lietuvos rytas.

## Temporada por temporada
| Temporada | Liga | Pos. | Pós Temporada     | Competições Regonais       | Pos. | Copa LKF          | Competições Continentais | Competições Continentais |
| --------- | ---- | ---- | ----------------- | -------------------------- | ---- | ----------------- | ------------------------ | ------------------------ |
| 1993–94   | LKL  | 10   | –                 | –                          | –    | –                 | –                        | –                        |
| 1994–95   | LKL  | 10   | –                 | –                          | –    | –                 | –                        | –                        |
| 1995–96   | LKL  | 7    | Quartas de finais | –                          | –    | –                 | –                        | –                        |
| 1996–97   | LKL  | 5    | Quartas de finais | –                          | –    | –                 | –                        | –                        |
| 1997–98   | LKL  | 9    | –                 | –                          | –    | –                 | –                        | –                        |
| 1998–99   | LKL  | 8    | Quartas de finais | –                          | –    | –                 | 3 Copa Korać             | R32                      |
| 1999–00   | LKL  | 8    | Quartas de finais | –                          | –    | –                 | 3 Copa Korać             | GS                       |
| 2000–01   | LKL  | 5    | Quartas de finais | –                          | –    | –                 | –                        | –                        |
| 2001–02   | LKL  | 8    | Quartas de finais | –                          | –    | –                 | –                        | –                        |
| 2002–03   | LKL  | 6    | Quartas de finais | –                          | –    | –                 | –                        | –                        |
| 2003–04   | LKL  | 10   | –                 | –                          | –    | –                 | 4 FIBA Europe Cup        | QF                       |
| 2004–05   | LKL  | 5    | Quartas de finais | 1ª Divisão da Liga Báltica | 5    | –                 | –                        | –                        |
| 2005–06   | LKL  | 6    | Quartas de finais | 1ª Divisão da Liga Báltica | 10   | –                 | –                        | –                        |
| 2006–07   | LKL  | 4    | Semifinalista     | 1ª Divisão da Liga Báltica | 12   | –                 | –                        | –                        |
| 2007–08   | LKL  | 5    | Quartas de finais | 1ª Divisão da Liga Báltica | 16   | Fourth qualified  | –                        | –                        |
| 2008–09   | LKL  | 4    | Semifinalista     | BBL Challenge Cup          | 6    | Eighth finalist   | –                        | –                        |
| 2009–10   | LKL  | 5    | Quartas de finais | BBL Challenge Cup          | 4    | Quarter-finalist  | –                        | –                        |
| 2010–11   | LKL  | 8    | Quartas de finais | BBL Challenge Cup          | 4    | Fourth qualified  | –                        | –                        |
| 2011–12   | LKL  | 6    | Quartas de finais | BBL Challenge Cup          | 6    | Second round      | –                        | –                        |
| 2012–13   | LKL  | 3    | Medalha de Bronze | VTB League                 | 10   | Fifth round       | –                        | –                        |
| 2013–14   | LKL  | 2    | Finalista         | VTB League                 | 8    | Fifth round       | 2 Eurocup                | RS                       |
| 2014–15   | LKL  | 4    | Semifinalista     | –                          | –    | Fifth round       | 1 Euroliga 2 Eurocup     | RS R32                   |
| 2015-16   | LKL  | 3    | Finalista         | -                          | -    | -                 | 2 Eurocup                | RS                       |
| 2016-17   | LKL  | 4    | Semifinalista     | -                          | -    | -                 | 3 Liga dos Campeões      | RS                       |
| 2017-18   | LKL  | 3    | Medalha de Bronze |                            |      | Quartas de finais | 3 Liga dos Campeões      | OF                       |
| 2018-19   | LKL  | 2    | Medalha de Bronze |                            |      |                   | 3 Liga dos Campeões      |                          |
| 2019-20   | LKL  |      |                   |                            |      |                   | 3 Liga dos Campeões      |                          |

## Jogadores Notáveis
| - Lituanos: - Tomas Vanagas 1993–2000 - Gintautas Bendžius 1993–1996, 1999–2000 - Artūras Jakubauskas 1994–1997 - Aloyzas Vasiliūnas 1994–1997 - Eurelijus Žukauskas 1994–1997 - Martynas Purlys 1995–1997 - Svajūnas Airošius 1995–2000 - Donatas Zavackas 1996–1998, 2003, 2006, 2014-present - Alvydas Pazdrazdis 1997–1999 - Arvydas Macijauskas 1997–1999 - Mindaugas Mockus 1997–2004, 2006–2008 - Dainius Miliūnas 1998–2000 - Rolandas Urkis 1998–2001 - Audrius Mineikis 1999–2005, 2005–2006 - Gintautas Vileita 1999–2000, 2005–2006 - Petras Šalvis 2000–2005 - Vidas Ginevičius 2000–2001 - Sigitas Kažukauskas 2000–2002 - Vaidotas Pridotkas 2000–2008 - Mantas Ruikis 2001–2005, 2010–2012 - Tomas Delininkaitis 2001–2002 - Osvaldas Kurauskas 2005–2006, 2008–2010 - Vitalijus Stanevičius 2005–2008 - Vaidotas Pečiukas 2005–2006, 2007–2008 - Marius Runkauskas 2007–2008, 2011–2014 - Arvydas Eitutavičius 2008–2009, 2013–2014 | - Lituanos (cont): - Valdas Vasylius 2008–2009, 2010–2011, 2013–2015 - Martynas Mažeika 2000–2004, 2008–2009, 2010–present - Laurynas Mikalauskas 2011–2013 - Giedrius Gustas 2012–2013 - Martynas Andriuškevičius 2012–2013 - Vytautas Šarakauskas 2012–present - Deividas Gailius 2012–2013, 2014–2015 - Estrangeiros: - Jeff Halloway 2000–2001 - Kipp Christianson 2002–2003 - Willie Mitchell 2003–2004 - Jānis Porziņģis 2003–2004 - Antonio Grant 2004–2005, 2010 - Sheiku Kabba 2004–2005 - Jerome Coleman 2005–2006 - Latece Williams 2005–2006 - Ron Dorsey 2006–2007 - Michailas Anisimovas 2007–2008, 2014 - Arinze Onuaku 2011 - Rashaun Broadus 2012–2013 - Mustafa Shakur 2014–2015 - Keith Benson 2014–2015 - Daniel Ewing 2015–present - Jerai Grant 2015–present - Travis Bader 2015–present |